# Powiat de Jelenia Góra
Le powiat de Jelenia Góra (en polonais : powiat jeleniogórski) est un powiat appartenant à la voïvodie de Basse-Silésie dans le sud-ouest de la Pologne. Sur son territoire se trouve une grande partie des Monts des Géants. Sa préfecture est la ville de Jelenia Gora, bien que celle-ci ne fasse pas partie du powiat.

## Division administrative
Le powiat comprend neuf communes.
- Communes urbaines : Karpacz, Kowary, Piechowice, Szklarska Poręba
- Communes rurales : Janowice Wielkie, Jeżów Sudecki, Mysłakowice, Podgórzyn, Stara Kamienica